# 앗케시군

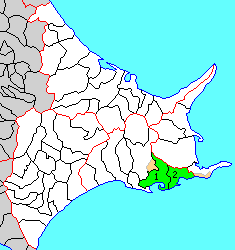
앗케시 군의 위치

앗케시군(일본어: 厚岸郡)은 일본 홋카이도 구시로 지청의 군이다.
인구 13,407명, 면적 1,162.89km², 인구밀도 11.5명/km².(2025년 2월 28일, 주민기본대장인구)
이하 2정으로 구성된다.
- 앗케시정(厚岸町)
- 하마나카정(浜中町)

## 역사
에도 시대의 구시로 군역은 마쓰마에번에 의해 앗케시 장소가 설치되었다. 에도 시대 후기, 도카치 군역은 동 에조치에 속하고 있었다. 국방을 위해 1799년에 앗케시 군역은 천령이 되었다. 1869년 앗케시 군이 두어졌고 홋카이도 구시로국에 속했다.